# قطعنامه ۷۱ شورای امنیت
قطعنامه ۷۱ شورای امنیت سازمان ملل متحد که در تاریخ ۱۱ اوت ۱۹۴۹ تصویب شد، سندی بین‌المللی دربارهٔ مسئلهٔ فلسطین است. این قطعنامه طی نشست ۴۳۷ام موافق، مخالف و ممتنع تصویب شد.